# Jeannette Lewin
Jeannette Marianne Lewin (Vianen, 27 de fevereiro de 1972) é uma ex-jogadora de hóquei sobre a grama neerlandesa que já atuou pela seleção de seu país.

## Carreira

### Olimpíadas de 1996
Nos Jogos de Atlanta de 1996, Jeannette e suas companheiras de equipe levaram a seleção neerlandesa à conquista da medalha de bronze do torneio olímpico. Na partida de disputa do terceiro lugar, os Países Baixos empataram em 0 a 0 com a Grã-Bretanha no tempo regular, e venceram nos tiros livres.